# Älskling, jag ger mig (film, 1943)
Älskling, jag ger mig är en svensk film från 1943 i regi av Gustaf Molander. 

## Handling
Marianne är inte särskilt intresserad av kärlek, men har ändå sällskap med Bertil. Det är först när han beslutar sig för att prova lyckan i Amerika som hon inser att hon tycker om honom.

## Om filmen
Filmen premiärvisades 29 november 1943 på biograf  Spegeln i Stockholm.  Filmen spelades in i Filmstaden Råsunda av Åke Dahlqvist. Som förlaga har man Mark Reeds pjäs  Yes, My Darling Daughter som premiäruppfördes på The Playhouse i New York 1937 med svensk premiär på Dramaten i Stockholm 1938. Warner Bros. Pictures köpte filmrätten för hela världen av Mark Reed, SF köpte en filmrätt av Warner Bros. 1941 för Skandinavien och Finland för en tid av fem år, inberäknat visningstiden. Eftersom licenstiden räknades från dag avtalet slöts, samt filmen inte var klar för premiär förrän 1943, återstod endast drygt 2 1/2 år för distributionen av filmen. När licenstiden gick ut, förstördes enligt avtal filmens originalnegativ samt 19 av de 20 framställda kopiorna.

## Roller i urval
- Sonja Wigert - Marianne Carlman
- Hampe Faustman - Bertil Hellman
- Erik Berglund - skeppsredare John Carlman, Mariannes far
- Elsa Carlsson - Annie Carlman, Mariannes mor
- Ernst Eklund - doktor Thomas Berg, "Daniel Falk"
- Marianne Löfgren - Bibbi Halling, John Carlmans syster
- Carin Swensson - Ellen, husa
- Victor Thorén - stationskarl
- Helge Andersson - stationskarl
- Artur Rolén - rederitjänsteman

## Musik i filmen
- Guldregn, kompositör Stig Holm, instrumental.